# Diocèse de Darjeeling
Le diocèse de Darjeeling est une circonscription ecclésiastique de l’Église catholique au Bengale occidental et Sikkim en Inde. Institué en 1962, sa juridiction s’étend également sur les quelques catholiques qui vivent dans le royaume du Bhoutan.

## Histoire
Quelques religieuses de Loreto arrivent à Darjeeling en 1846 peu après que le village ne devienne la station de montagne estivale des coloniaux anglais de Calcutta. En 1886 lorsque la structure hiérarchique de l’Église catholique est établie aux Indes britanniques, Darjeeling (avec le Sikkim et tout le Bengale septentrional) passe sous la juridiction de l’archidiocèse de Calcutta. 
L’ouverture de la ligne de chemin de fer  de Siliguri à Darjeeling (le Toy train), en 1881, donne un essor aussi bien démographique qu’économique à la région himalayenne. De nombreuses écoles catholiques sont ouvertes dans le district. Les jésuites ouvrent une faculté de théologie à Kurseong, en 1889 (le 'Saint Mary’s College' qui, transféré à Delhi en 1971, devint le 'Vidyajyoti College of Theology'). Cela donne une grande impulsion missionnaire dans la région.
Dans l’espoir d’être mieux admis au Tibet, les prêtres des Missions étrangères de Paris résident à Padang (Pedong) depuis le P. Auguste Desgodins, installé en 1883, où ils évangélisent les Lepchas. Une préfecture apostolique de Kalimpong-Sikkim est créée pour eux avec Mgr Jules Douénel à la tête. En 1935, quand tout espoir de  mieux s'implanter au Tibet est abandonné, alors que la rébellion communiste s'approche, ils sont remplacés par les chanoines suisses de Saint-Maurice qui ouvrent un important collège à Kalimpong, le collège Saint-Augustin, et un autre à Padang.
En 1962, le district de Darjeeling est attaché à cette préfecture pour former le nouveau diocèse de Darjeeling, comme suffragant de l’archidiocèse de Calcutta. Le diocèse couvre aujourd’hui le district de Darjeeling au Bengale occidental, l’État du Sikkim (Inde) et le royaume du Bhoutan.

## Supérieurs ecclésiastiques

### Vicaire apostolique de Kalimpong et Sikkim
- 1929-1937: Jules Douénel, MEP, démissionnaire
- 1937-1962: Aurelio Gianora, CRA, démissionnaire

### Évêque de Darjeeling
- 1962-1994: Eric Benjamin
- 1997-    : Stephen Lepcha

## Source
- Catholic Directory of India, 2005.